# Pere de Prades

Escut d'Armes de Pere de Prades

Pere de Prades, també anomenat Pere d'Entença (1352 - Sicília, 1395), quart comte de Prades i baró d'Entença.
Fill del comte Joan de Prades i de la seva muller Sança Eiximenis d'Arenós. Era net per part paterna del comte Pere I d'Empúries.
Del seu matrimoni el 1385 amb Joana de Cabrera i de Castellbó, filla del comte d'Osona Bernat III de Cabrera i de Margarida de Castellbó i de Luna, tingueren:
- Joana de Prades (ca 1392-1441), comtessa de Prades, casada amb el comte de Cardona Joan Ramon II de Cardona.
- Timbor de Prades (?- després de 1408), religiosa a Valldemosa.
- Elisabet de Prades (?-1403), morta sense descendència.
- Elionor de Prades (ca 1392- després de 1422) casada amb Francesc de Villanova.
- Margarida de Prades (1387/1388-1429), casada el 1409 amb Martí l'Humà, comte de Barcelona i rei d'Aragó